# Вчительська (фільм)
Вчительська (нім. Das Lehrerzimmer) – фільм режисера Ілкера Чатака, вперше представлений 18 лютого 2023 року на Берлінському міжнародному кінофестивалі.

## Сюжет
Карла Новак, молода, неупереджена, принципова вчителька, працює у сучасній німецькій школі, в якій відбувається серія крадіжок. Занепокоєні вчителі проводять перевірку, під час якої здійснюється певний тиск на дітей.
Новак невдоволена методами перевірки та нагадує учням їх права. Врешті-решт перевірка залишається без результату. Невдовзі Новак бачить, як її колега краде гроші із загальної скриньки у вчительській та вирішує провести власне розслідування. За допомогою камери ноутбука їй вдається зняти крадіжку з кишені власної куртки. На підставі непевних доказів відео Новак робить висновки щодо особи крадія.
Але в ході бесіди із директором школи, вона чує думку про порушення під час зйомки особистих кордонів колег. Проте особу адміністратора школи фрау Нум, яка ймовірно була знята відеокамерою та, відповідно, могла скоїти крадіжку, відстороняють від роботи у школі до з'ясування обставин. 
Ситуація призводить до низки конфліктів як серед вчителів, так і серед батьків та дітей.

## Сприйняття
Фільм отримав переважно схвальні відгуки. Зокрема, за рецензією KKFI Kansas City, «Вчительська» – розумний та захоплюючий трилер, який можна розглядати як мікрокосм ширшого соціального розбрату».

## Відзнаки та нагороди
Фільм представлений до нагород у 21 категорії, та отримав 11 нагород, серед яких:
- премія C. I. C. A. E. та приз Label Europe Cinemas на Берлінському кінофестивалі (2023)[9];
- німецька кінопремія у категоріях: «Кращий повнометражний фільм» (Інго Флісс), «Краща режисерська робота» (Ілкер Чатак), «Кращий сценарій» (Ілкер Чатак, Йоганесс Дункер), «Краща головна жіноча роль» (Леоні Бенеш) та «Кращий монтаж» (Геза Єгер)[10];
- премія Хосе Сальседо міжнародного кінофестивалю у Вальядоліді у категорії «Найкращий монтаж» (Геза Єгер)[11];
- приз FIPRESCI Палм-Спрингського кінофестивалю у категорії «Найкраща головна жіноча роль» (Леоні Бенеш)[12].